# 唐橋在光
唐橋在光（からはし ありてる、文政10年（1827年）9月9日 - 明治7年（1874年））は、江戸時代後期から明治時代にかけての公卿。
安政5年（1858年）、日米修好通商条約締結に反対し、廷臣八十八卿列参事件に参加した。

## 官歴
- 天保10年（1839年）：補文章得業生
- 天保11年（1840年）：従五位下
- 天保13年（1842年）：従五位上
- 弘化元年（1844年）：正五位下
- 弘化4年（1847年）：従四位下、大内記
- 嘉永3年（1850年）：従四位上
- 嘉永6年（1853年）：正四位下、文章博士、少納言、侍従
- 安政3年（1856年）：従三位
- 安政6年（1859年）：式部大輔
- 万延元年（1860年）：正三位
- 元治元年（1864年）：踏歌外弁

## 系譜
- 父：唐橋在久
- 母：広幡経豊の娘
- 養子：唐橋在綱（東坊城聡長の子）
- 子：唐橋在正